# Ermita de San Antón (Brozas)
La ermita de San Antón es una ermita del siglo XV ubicada a las afueras de la villa española de Brozas, en la provincia de Cáceres. Alberga la imagen de San Antonio Abad, patrón de la villa, cuya fiesta se celebra el 17 de enero.
Se ubica en las afueras meridionales de la villa, en un área denominada "barrio de San Antón", donde se mezclan huertos, corrales y algunas casas, unos cien metros al sur de la plaza del Coso.  El edificio forma parte desde 2016 del conjunto histórico de la villa de Brozas.

## Historia y descripción
La ermita está construida en mampostería y se estructura en una nave de tres tramos más presbiterio rectangular. De los tres tramos de la nave, dos pertenecían a la construcción original del siglo XV, mientras que un tercero, así como el presbiterio, se añadió en el siglo XVIII. En su origen, la ermita estaba vinculada a la parroquia de Santa María y estaba a cargo de la cofradía de San Antón. Fue notablemente restaurada en la década de 1960.
A los pies, el templo presenta una espadaña sencilla de mampostería, de un cuerpo con arco de medio punto, y el pórtico de entrada, con un arco rebajado en el frente y un medio arco carpanel en cada lateral, dentro del cual hay una portada sencilla en arco de medio punto. El pórtico está protegido por rejas y alberga en su pared una escultura de piedra de la Virgen, tallada en el siglo XX en Villarmayor (Salamanca). Hay una segunda portada en el lado del evangelio, con arco de medio punto de doble rosca y en alfiz.
La ermita contaba con un retablo mayor barroco, de hacia 1720, con tres calles separadas por estípites y columnas salomónicas, pero con el tiempo acabó repintado de marrón y en la restauración de la década de 1960 se decidió ubicar las imágenes sobre ménsulas de granito. De la imaginería de esta ermita destaca la escultura en madera policromada de San Antón, con báculo en la mano derecha, libro en la izquierda y cerdo a los pies. La imagen presenta dibujado el año de 1730 en su parte baja posterior. Sin embargo, la imagen que actualmente preside la ermita es el Cristo de la Gracia, obra del siglo XX de Miguel Ángel Sáinz. La ermita cuenta también con imágenes del siglo XVIII de San Blas y San Francisco, así como una segunda imagen de San Antón tallada en Olot en el siglo XX.
El crucero del atrio de la portada del lado de la epístola de la iglesia de Santa María estaba ubicado originalmente junto a la ermita de San Antón, pero fue trasladado al templo parroquial en el siglo XX porque obstaculizaba el movimiento de los tractores. También se hallaba cerca de esta ermita un segundo crucero que actualmente se ubica en otro atrio del lado de la epístola de la misma iglesia; de este segundo crucero se ha perdido la cruz que tenía en su parte superior.

## Uso actual
La ermita sigue siendo actualmente la sede de la fiesta de San Antón, patrón de Brozas. Esta fiesta se celebra anualmente el 17 de enero y tiene un destacado carácter folclórico, aunque la desaparición de documentación histórica de la cofradía impide conocer hasta qué punto las celebraciones actuales coinciden con la celebración folclórica original. Los actos folclóricos han tenido importantes aumentos y caídas de participación vecinal a lo largo del tiempo, como consecuencia del fortísimo éxodo rural que sufre esta villa desde la segunda mitad del siglo XX, lo que también ha provocado notables cambios en su modo de celebración.
En su celebración en el siglo XXI, la fiesta de San Antón sigue siendo organizada por la cofradía y comienza con una alborada en torno a las ocho de la mañana del 17 de enero. Sobre las once, se celebra una misa en la iglesia de Santa María, tras la cual parte una procesión hasta la ermita. Al llegar la imagen a las afueras de la ermita, tiene lugar el momento más conocido de la fiesta, conocido como el "Torcido del Cordón", un baile en el cual se coloca un mástil en el centro de un círculo dibujado en la explanada; los vecinos, bailando con trajes típicos alrededor del mástil, lo decoran con cordones de diversos colores. En la década de 1930 se introdujo la costumbre de hacer una ofrenda al santo en forma de productos agrícolas, ganaderos o de repostería, que grupos de vecinos iban entregando siguiendo el ritmo de la música tradicional; actualmente se recogen platos y productos típicos por la mañana y se subastan por la tarde, cuando también se vuelve a bailar el "Torcido del Cordón". La fiesta incluye otros eventos como bendiciones de animales o quemas de hogueras. El Ayuntamiento de Brozas está intentando que esta fiesta se declare de interés turístico regional.